# شهرستان تیولگانسکی
شهرستان تیولگانسکی (به لاتین: Tyulgansky District) یک شهرستان در روسیه است که در استان اورنبورگ واقع شده‌است.